# أندرو براون (لاعب كريكت)
أندرو براون (27 يونيو 1935 في المملكة المتحدة - ) (بالإنجليزية: Andrew Brown)‏ هو لاعب كريكت بريطاني. لعب مع Combined Services cricket team ‏ وDevon County Cricket Club ‏.

## وصلات خارجية
- أندرو براون على موقع إي آس بي آن كريك إنفو (الإنجليزية)